# Ванда Якубовска
Ва̀нда Якубо̀вска (на полски: Wanda Jakubowska) е полска филмова режисьорка и сценаристка. Член на Полска обединена работническа партия от 1942 г. От 1930 до 1940 работи като документалистка. Участва в антифашиската съпротива, от 1942 г. е в Аушвиц. Създава филмите:
- „Последният етап“ – 1948 г.;
- „Войникът на победата“ – 2 серии – 1952 г.;
- „Атлантическа повест“ – 1955 г.;
- „Краят на нашия свят“ – 1964 г. и др.

Получава Държавна награда през 1964 г.